# Julius Franz von Stockhausen
Julius Franz von Stockhausen (* 24. Oktober 1814 in Stockhausen; † 23. September 1881 ebenda) war ein deutscher Gutsbesitzer und preußischer Abgeordneter.

## Leben
Er stammte aus der westfälischen Adelsfamilie Stockhausen und war Besitzer des Rittergutes Stockhausen. Zu seiner Zeit wurden die bis dahin zum Gut gehörenden Höfe abgelöst. Bei der Aufteilung von Marken konnte er nicht mit den finanzkräftigeren benachbarten Grafen von Westfalen konkurrieren. Die Ruhrtalbahn verlief ab 1870 durch die Besitzungen von Stockhausen.
Er kandidierte 1858 für das preußische Abgeordnetenhaus für den Wahlkreis Brilon-Meschede-Wittgenstein. Er verdankte – wie auch August Anton Ernst Bender – die Wahl der Absprache von Wahlmännern der Kreise Wittgenstein und Meschede. Damit setzten sie sich unter anderem gegen die früheren Angeordneten den Briloner Bürgermeister Nikolaus Hesse und Carl Johann Ludwig Dham durch. Er gehörte zwischen 1859 und 1861 dem preußischen Abgeordnetenhaus an. Dabei trat er der gemäßigt liberalen Fraktion Vincke bei.